# بنكسية سبخية
بنكسية سبخية (الاسم العلمي: Banksia paludosa) هي نوع نباتي يتبع جنس البنكسية من فصيلة البروطية.